# سیارک ۲۱۶۷۶
سیارک ۲۱۶۷۶ (به انگلیسی: 21676 Maureenanne، نامگذاری:1999RB23) بیست و یک هزار و ششصد و هفتاد و ششمین سیارک کشف شده‌است که در ۷ سپتامبر ۱۹۹۹ کشف شد.
قدر مطلق سیارک برابر ۲۰.۴ است.